# هاشم عدنان
هاشم عدنان (انگلیسی: Hashem Adnan؛ زادهٔ ۲۰ ژوئن ۱۹۸۸) بازیکن فوتبال اهل کویت است.
از باشگاه‌هایی که در آن بازی کرده‌است می‌توان به باشگاه فوتبال الیرموک کویت اشاره کرد.